# Sanki Saitō
Pour les articles homonymes, voir Saitō.
Sanki Saitō 西東 三鬼; né le 15 mai 1900 - mort le 1er avril 1962, nom véritable Saitō Keichoku (斎藤 敬直), est un poète haïku japonais. Depuis 1992, le prix Sanki Saitō est attribué par la ville de Tsuyama en son honneur.

## Biographie
Sanki Saitō naît le 15 mai 1900 à Minamishinza près de Tsuyama où il fréquente le collège de Tsuyama en 1945.
En 1919, il perd sa mère lors de l'épidémie mondiale de grippe espagnole puis déménage à Tokyo où il fréquente l'école supérieure de l'Institut Aoyama, mais interrompt de nouveau ses études. En 1921, il commence enfin ses études à l'école de médecine dentaire japonaise (aujourd'hui Université dentaire) dont il est diplômé en 1925. Il se marie à l'automne 1925 et se rend à Singapour où il travaille en tant que dentiste. Toutefois, en raison des mouvements anti-japonais de l'époque et d'une crise de typhoïde, il retourne au Japon en 1928 et ouvre un cabinet dentaire.
En 1933, alors qu'il travaille à l'hôpital public du quartier de Kanda à Tokyo, il commence à écrire des haïku sur le conseil d'un patient. En 1934, il devient membre de la revue de haïku Sōmatō (走馬燈) et développe une passion pour ce qu'on appelle le « mouvement du nouveau haïku ». Seishi Yamaguchi devient son professeur.
En 1935, il participe à la compétition de haïku organisée par la communauté de haïku de l'Université de Kyoto et met fin à son activité de dentiste en 1938.
En 1939, il fonde le magazine Tenkō (天香) et publie son premier recueil de haïku, Hata (旗, « Drapeau »).
En 1940 Sanki est impliqué dans l'incident Kyōdai haiku, conséquence de ce que la communauté haïku de l'Université de Kyoto (abréviation Kyōdai) est accusée de diffuser des idées anti-guerre. Saitō est alors emprisonné par la police secrète japonaise. L'acte d'accusation met pour condition à sa libération que Sanki ajuste son activité poétique et se rétracte.
En 1942, il quitte Tokyo pour Kōbe où il attend un changement dans la situation politique sous la surveillance de la police secrète. En 1945, après la fin de la Seconde Guerre mondiale, il recommence à écrire des haïku.
Le 1er septembre 1947, il crée en compagnie de Hakyō Ishida et Hideo Kanda la « société moderne de haïku ». En 1948, il aide Seishi Yamaguchi à fonder le magazine Tenrō dont il devient le rédacteur en chef. Cette même année, il publie son deuxième recueil de haïku, Yoru no momo (夜の桃, « Le pêcher dans la nuit »), prend la direction de la revue Gekirō (激浪, « Ondes ») et retourne dans sa région natale de Tsuyama pour la première fois en trente ans. La maison d'édition du Gekirō déménage dans le quartier Uenochō de Tsuyama.
En 1948, il s'installe à Hirakata dans la préfecture d'Osaka où il occupe un poste à l'hôpital de Kōri. En 1951 paraît son troisième recueil de haïku, Kyō (今日, « Aujourd'hui »).
À partir de 1952, il publie la revue de haïku Dangai (断崖, « Abîme »).
En 1956, il devient rédacteur en chef du magazine de haïku de l'éditeur Kadokawa Shoten, mais met un terme à cette activité dès l'année suivante.
En octobre 1961, il subit une intervention chirurgicale pour un cancer gastrique
Son quatrième recueil de haïku, Henshin (変身, « Transformation ») paraît en 1962. Le 1er avril de cette année, Sanki Saitō décède à l'âge de 61 ans.

## Recueils de haïku (sélection)
- Hata. Sanseidō, Tokyo 1939.
- Yoru no momo. Shichiyōsha, Tokyo 1948.
- Kyō. Tenrō Haikukai, Nara 1951.
- Henshin. Kadokawa Shoten, Tokyo 1962.

## Source de la traduction
- (de) Cet article est partiellement ou en totalité issu de l’article de Wikipédia en allemand intitulé « Saitō Sanki » (voir la liste des auteurs).
- Notices d'autorité :   - VIAF
  - ISNI
  - IdRef
  - LCCN
  - GND
  - Japon
  - CiNii
  - Israël
  - Tchéquie
  - WorldCat